# Чарлі Воттс

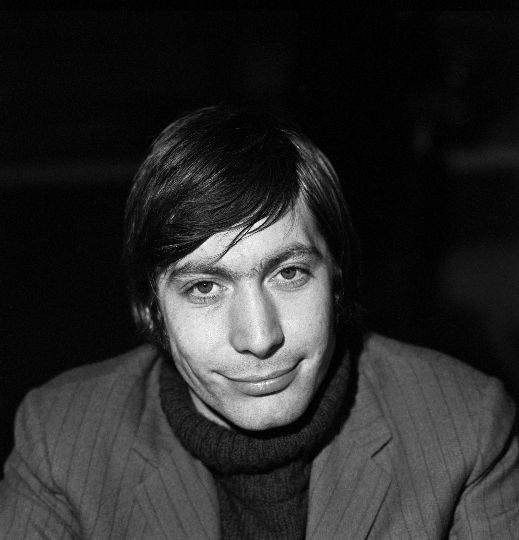
Charlie Watts (1965)

Чарльз Роберт (Чарлі) Воттс (англ. Charles Robert "Charlie" Watts; 2 червня 1941, Лондон — 24 серпня 2021, там само) — англійський музикант, який здобув міжнародну популярність як барабанщик британського рок-гурту «The Rolling Stones» з 1963 року до своєї смерті 2021 року.

## Кар'єра

### з Rolling Stones

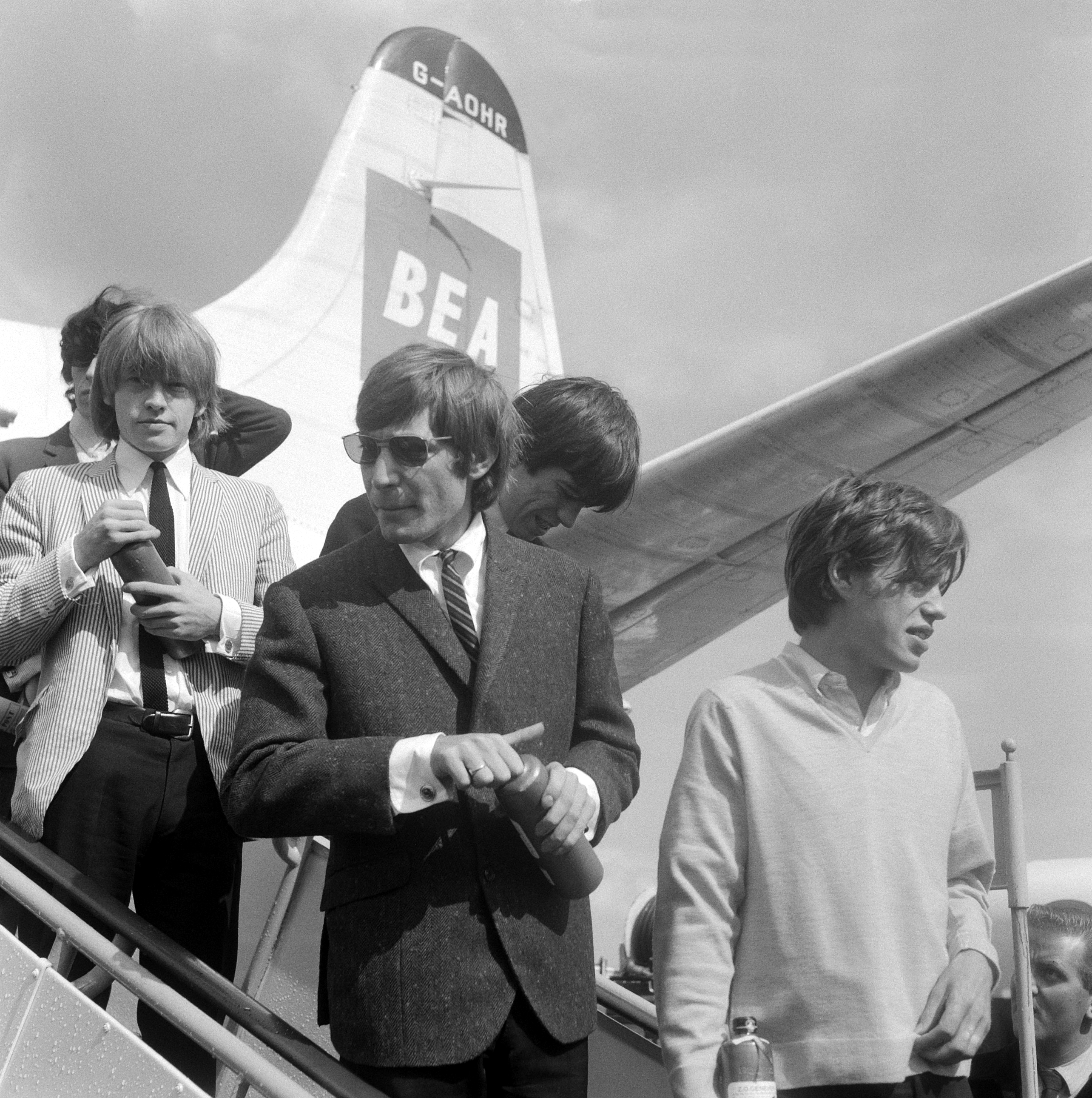
Воттс (в центрі) з the Rolling Stones в Амстердамі, 1964

В середині 1962 року Уоттс вперше познайомився з Брайаном Джонсом, Йеном "Стю" Стюартом, Міком Джаггером та Кітом Річардсом, які також відвідували лондонські ритм-н-блюзові клуби, але лише в січні 1963 року Вотс нарешті погодився приєднатися до "Роллінг Стоунз". Спочатку гурт не міг дозволити собі платити Воттсу, який заробляв на своїх виступах звичайну зарплату. Його перший публічний виступ як постійного учасника відбувся в джаз-клубі "Ілінґ" 2 лютого 1963 року. Під час концертів наживо, Джаггер часто представляв Воттса як "The Wembley Whammer".

## Дискографія
Крім релізів у складі гурту The Rolling Stones Воттс записав наступні альбоми: 
- The Charlie Watts Orchestra Live at Fulham Town Hall (1986/Columbia Records)
- The Charlie Watts Quintet — From One Charlie (1991/Continuum Records)
- The Charlie Watts Quintet — A Tribute to Charlie Parker with Strings (1992/Continuum Records)
- The Charlie Watts Quintet — Warm and Tender (1993/Continuum Records)
- The Charlie Watts Quintet — Long Ago and Far Away (1996/Virgin Records)
- The Charlie Watts-Jim Keltner Project (2000/Cyber Octave Records)
- The Charlie Watts Tentet — Watts at Scott’s (2004/Sanctuary Records)
- The ABC&D of Boogie Woogie — The Magic of Boogie Woogie (2010/Vagabond Records)
- The ABC&D of Boogie Woogie Live in Paris (2012/Columbia Records)
- Charlie Watts meets the Danish Radio Big Band (Live at the Danish Radio Concert Hall, Copenhagen 2010) (2017, Impulse! Records)